# ARL Cluj
ARL Cluj (Antepriză Reparații și Lucrări Cluj) este o companie de construcții din România.
Are ca obiecte de activitate întreținerea, construcția și repararea drumurilor și podurilor, producerea și comercializarea de produse din asfalt și servicii de transport de persoane.
Este organizată în cadrul a 18 amplasamente situate în șapte județe, respectiv Cluj, Alba, Satu Mare, Maramureș, Bistrița-Năsăud, Bihor și Sălaj.
Societatea a fost scoasă la vânzare pe parcursul a trei etape, în 2003, 2005 și 2006, însă în primele două etape nu s-a finalizat procesul de privatizare.
În mai 2007 a fost preluată, în urma unei licitații, de concernul austriac Strabag, pentru suma de 5,2 milioane euro.